# 105-mm-Giat LG1
Die LG1 ist eine gezogene Feldhaubitze des Kalibers 105 mm aus Frankreich. Das Geschütz ist luftverlastbar und wird von Nexter produziert. Weitere Bezeichnungen lauten GIAT LG1, 105 LG1 und Light Gun 1.

## Entwicklung
Die LG1 wurde in den 1980er-Jahren von GIAT für den Exportmarkt entwickelt. Konzipiert wurde das leichte Geschütz für Gebirgstruppen, Luftlandetruppen, die Marineinfanterie und für Schnelle Eingreiftruppen. Im Jahr 1987 wurden drei Prototypen für Feldtests an das Französische Heer geliefert. Danach war das Geschütz im Jahr 1989 für die Serienproduktion bereit. Erster Kunde der LG1 waren die Streitkräfte Singapurs im Jahr 1990. Das Geschütz wird heute von Nexter produziert und weiterentwickelt.

## Varianten
- LG1 Mk. I: 1. Serienversion aus dem Jahr 1989 mit Schussschild.
- LG1 Mk. II: 2. Serienversion aus dem Jahr 1995 mit autofrettiertem Geschützrohr und ohne Schussschild.
- LG1 Mk. III: 3. Serienversion aus dem Jahr 2008 und 2023 mit Detailverbesserungen, Ballistikcomputer, digitaler Feuerleitanlage und GPS-Empfänger.
- LG1 Mk. IV: Version mit Ladeautomatik, automatischer Waffenführung und einer Mannschaft von 2–3 Mann. Befindet sich in Entwicklung.[3]

## Technik

### Geschütz

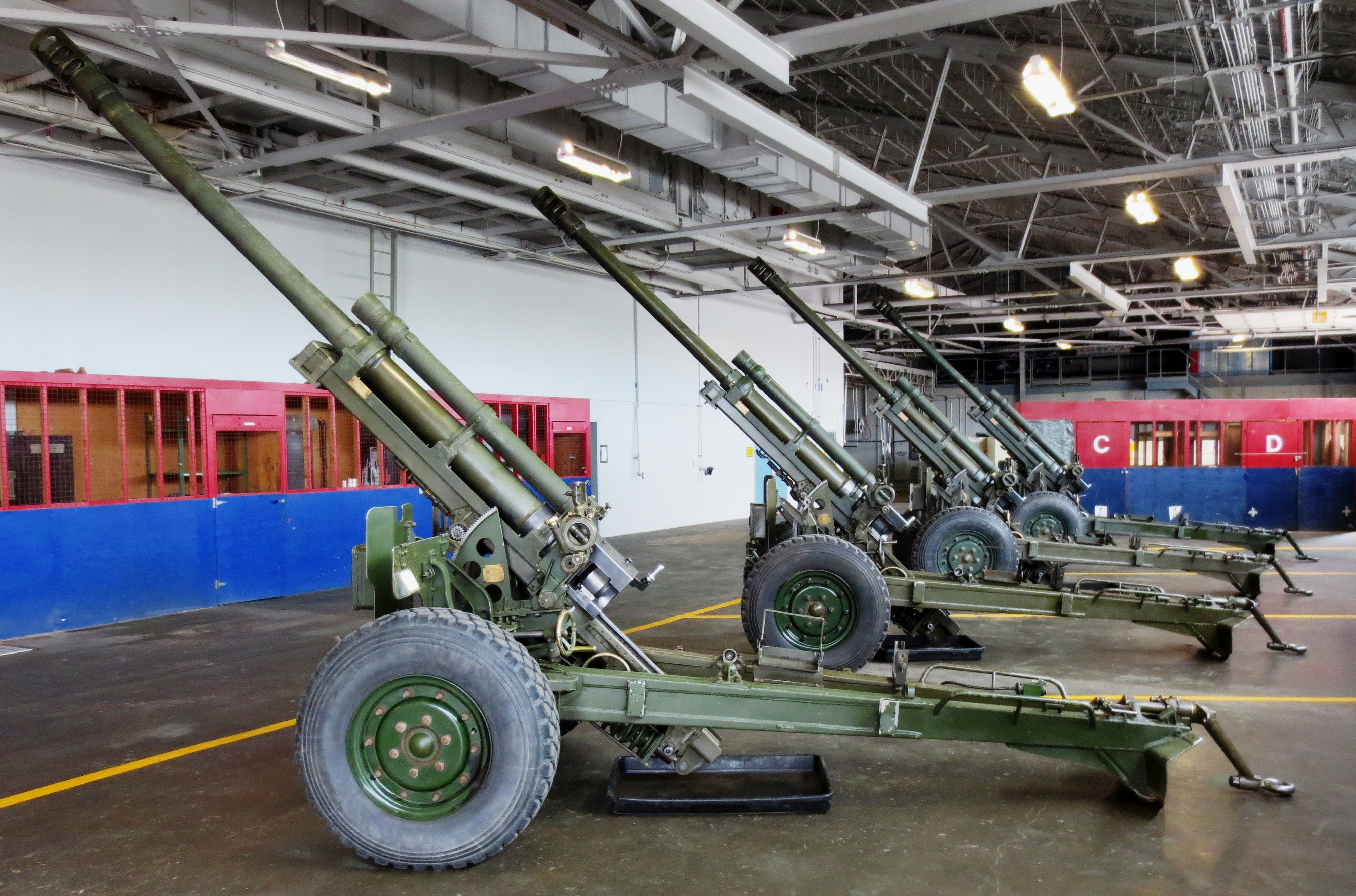
LG1 der Kanadischen Streitkräfte

Die LG1 ist eine einachsige Feldhaubitze mit Kraftzugsystem und einer Spreizlafette. Die Lafette ist aus Aluminiumlegierung hergestellt. In Fahrstellung kann das Geschützrohr um 180° über die beiden Holme in Fahrtrichtung geschwenkt werden. Die LG1 wiegt je nach Version 1.485–1.650 kg. Die Länge der LG1 beträgt beim Transport 5,32 m und in feuerbereiter Stellung 6,60 m. Die Höhe des Geschützes (durch das Geschützrohr bedingt) beträgt feuerbereit 1,34 m und beim Transport 1,60 m. Die Breite auf der Fahrbahn liegt bei 1,71 m und die Bodenfreiheit beträgt 300 mm. In feuerbereiten Zustand beträgt die Breite 3,50 m. Zum Straßentransport kann ein Peugeot P4, ACMAT-LKW, Renault TRM 2000, Land Rover Defender, HMMWV, Steyr-Puch Pinzgauer oder ein 4×4 Pick-up verwendet werden. Die maximal zulässige Zuggeschwindigkeit beträgt 120 km/h auf der Straße und 40 km/h im Gelände. Für den Lufttransport können z. B. Hubschrauber vom Typ Bell 212 „Iroquois“, NH90, AS 332 „Super Puma“ oder UH-60 „Blackhawk“ verwendet werden. In einer C-130 „Hercules“ können vier LG1 transportiert werden.
Das Geschützrohr besteht aus hochfestem Stahl und ist ab der Ausführung LG1 Mk. II durchgehend autofrettiert. Bei der Rohrwiege sind am Geschützrohr eine hydropneumatische Rohrbremse und Rohrvorholer montiert. Daneben befindet sich die Visiereinrichtung. Am Rohrende sind der vertikale Keilverschluss sowie die Ladungskammer angebracht. Die LG1 verwendet ein Geschützrohr mit 30 Kaliberlängen (L/30) mit Zügen. Die Rohrlebensdauer liegt je nach Version bei 1.500 bis 5.500 Schuss. Bei der Ausführung LG1 Mk. I ist am Geschütz ein Schussschild montiert. Dieses ist bei den späteren Ausführungen als Option vorhanden. Neben der fest installierten Visiereinrichtung kann am Geschütz die Feuerleitanlage LINAPS (Laser Inertial Pointing System) von Leonardo S.p.A., eine Messanlage zur Messung der Mündungsgeschwindigkeit, ein Stromerzeugungsaggregat sowie einer Wetterstation angebracht werden. Bei den späteren Ausführungen kann das digitale MAFCS (Modular Artillery Fire Control System) und das KN-4501-Navigationssystem aus den USA verbaut werden. Weiter bietet Nexter den Ballistik-Computer BACARA und die FINDART-Feuerleitanlage mit GPS für die LG1 Mk. III an.
Um das Geschütz feuerbereit zu machen, benötigt die 3–5-köpfige Bedienmannschaft rund 30 Sekunden. Danach kann das Geschütz von drei Mann bedient werden. Beim Schießen sind die Haupträder angehoben und die LG1 stützt sich vorn auf eine von der Unterlafette abgesenkte Schießplattform. Am Ende der Holme ist ein selbsteingrabender Erdsporn angebracht, welcher die Rückstoßkraft in das Erdreich ableiten. Weiter wird der Rückstoß wird durch die Zweikammer-Mündungsbremse am Geschützrohr gemindert. Der Seitenrichtbereich beträgt je Seite 18°. Das Geschütz kann aber innerhalb weniger als einer Minute auf der Schießplattform um 360° gedreht werden. Der Höhenrichtbereich liegt bei −3 bis +70°. Um das Geschütz nach dem Schießen fahrbereit zu machen, benötigt die Bedienmannschaft wiederum rund 30 Sekunden.
Das Geschütz wird von den Kanonieren manuell geladen. Innerhalb einer Minute können maximal 12 Schuss abgefeuert werden. Somit kann eine Batterie mit vier Geschützen innerhalb einer Minute 48 Geschosse bzw. rund 600 kg Munition ins Ziel bringen. Bei anhaltendem Schießen ist die Schussfolge infolge der thermischen Beanspruchung des Geschützrohres auf 3 bis 4 Schuss pro Minute begrenzt. Mit dem Visier am Geschütz können Ziele im Direktschuss auf eine Distanz von bis zu 2 km bekämpft werden.

### Munition
Die LG1 verwendet sowohl patronierte wie auch halbgetrennte Munition. Diese besteht aus einer Granate mit einer aufgesteckten Kartusche aus Messing. Die Kartuschen sind entweder von Werk aus mit Kartuschbeuteln (Zonenladungen) beladen und auf die Granate aufgesteckt oder werden kurz vor dem Einsatz im Feld beladen und aufgesteckt. Verwendet werden 1 bis 10 M67-Standard-Zonenladungen. Der Treibladungsanzünder an der Kartusche wird elektrisch gezündet. Mit dem Rohrrücklauf wird die leere Kartusche ausgeworfen. Das komplette Geschoss mit Granate, Kartusche, Treibladungen und Zünder wiegt rund 18 kg. Weiter kann die LG1 die gesamte NATO-Standardmunition für 105-mm-Artilleriegeschütze verschießen. Mit dem NATO-M1-Standardgeschoss wird eine Schussdistanz von 11,3 km erreicht. Nexter-Ammunition bietet die folgende Munitionsfamilie für die LG1 an:
| Name       | Geschosstyp                        | Gewicht | Füllung                | Mündungsgeschwindigkeit | Max. Schussdistanz |
| ---------- | ---------------------------------- | ------- | ---------------------- | ----------------------- | ------------------ |
| HEER HB G3 | Sprenggranate mit Hohlboden        | 13,0 kg | 2,4 kg Composition B   | 675 m/s                 | 15 km              |
| HEER BB G3 | Sprenggranate mit Base-Bleed       | 13,0 kg | 2,5 kg Composition B   | 685 m/s                 | 17 km              |
| SMK-HB G3  | Rauch/-Brandgranate mit Hohlboden  | 13,1 kg | 2,3 kg Weißer Phosphor | 675 m/s                 | 15 km              |
| SMK-ER G3  | Rauch/-Brandgranate mit Base-Bleed | 13,2 kg | 2,3 kg Weißer Phosphor | 685 m/s                 | 17 km              |

Weiter stehen für die LG1 Geschosse zur Zielmarkierung sowie Exerzier- und Übungsgeschosse zur Verfügung. Ebenso ist auf dem internationalen Markt Munition für die LG1 erhältlich.

## Kriegseinsätze
Die LG1 kam bei den bewaffneten Konflikten in Kolumbien, im Krieg in Afghanistan 2001–2021, bei den Auseinandersetzungen in der Provinz Aceh in Indonesien sowie bei Konflikten auf dem afrikanischen Kontinent zum Einsatz.

## Nutzerstaaten
- Australien – unbekannte Anzahl für Tests
- Belgien – 14
- Frankreich – unbekannte Anzahl für Tests
- Indonesien – 22
- Kanada – 28
- Kolumbien – 40
- Malaysia – 18
- Ruanda – unbekannte Anzahl
- Saudi-Arabien – 91
- Senegal – 8
- Singapur – 39
- Thailand – 36
- Vereinigte Staaten – unbekannte Anzahl für Tests

Daten aus